# Valjevo
Valjevo er en by i det vestlige Serbien, med et indbyggertal (pr. 2002) på cirka 62.000. Byen er hovedstad i distriktet Kolubara.
44°16′N 19°53′Ø / 44.267°N 19.883°Ø
- Wikimedia Commons har flere filer relateret til Valjevo